# Zenryoku Banzai! My Glory!
Singles de THE Possible
Nanja Korya?!
(2012) Otome! Be Ambitious!
(2013)
Zenryoku Banzai! My Glory! (全力バンザーイ！My Glory！) est le 15e single et 7e single "major" du groupe de J-pop THE Possible.

## Présentation
Le single sort le 10 avril 2013 au Japon sous le label Victor Entertainment, produit par Tsunku. Il atteint la 7e place du classement de l'Oricon et reste classé 4 semaines pour un total de 12 047 exemplaires vendus. Il sort également en cinq éditions limitées notées de A à E, avec une version supplémentaire de la chanson-titre interprétée en solo par une des membres, une par édition ainsi qu'une autre face B que l'édition simple.

## Liste des titres
Édition régulière
1. Zenryoku Banzai! My Glory! (全力バンザーイ！My Glory！?)
2. Sa Koi! Happiness! (さぁ来い！ハピネス！?)
3. Zenryoku Banzai! My Glory! (Original Karaoke) (全力バンザーイ！My Glory！（オリジナルカラオケ）?)
4. Sa Koi! Happiness! (Original Karaoke) (さぁ来い！ハピネス！（オリジナルカラオケ）?)

Édition limitée A
1. Zenryoku Banzai! My Glory! (全力バンザーイ！My Glory！?)
2. Blossom ~Dakara ne Zettai da yo...~ (だからね 絶対だよ…?)
3. Zenryoku Banzai! My Glory! (全力バンザーイ！My Glory！?) (version en solo par Robin Shōko Okada)
4. Blossom ~Dakara ne Zettai da yo...~ (Original Karaoke) (だからね 絶対だよ…（オリジナルカラオケ）?)
5. Zenryoku Banzai! My Glory! (Original Karaoke) (全力バンザーイ！My Glory！（オリジナルカラオケ）?)

Édition limitée B
1. Zenryoku Banzai! My Glory! (全力バンザーイ！My Glory！?)
2. Blossom ~Dakara ne Zettai da yo...~ (だからね 絶対だよ…?)
3. Zenryoku Banzai! My Glory! (全力バンザーイ！My Glory！?) (version en solo par Aina Hashimoto)
4. Blossom ~Dakara ne Zettai da yo...~ (Original Karaoke) (だからね 絶対だよ…（オリジナルカラオケ）?)
5. Zenryoku Banzai! My Glory! (Original Karaoke) (全力バンザーイ！My Glory！（オリジナルカラオケ）?)

Édition limitée C
1. Zenryoku Banzai! My Glory! (全力バンザーイ！My Glory！?)
2. Blossom ~Dakara ne Zettai da yo...~ (だからね 絶対だよ…?)
3. Zenryoku Banzai! My Glory! (全力バンザーイ！My Glory！?) (version en solo par Yurika Akiyama)
4. Blossom ~Dakara ne Zettai da yo...~ (Original Karaoke) (だからね 絶対だよ…（オリジナルカラオケ）?)
5. Zenryoku Banzai! My Glory! (Original Karaoke) (全力バンザーイ！My Glory！（オリジナルカラオケ）?)

Édition limitée D
1. Zenryoku Banzai! My Glory! (全力バンザーイ！My Glory！?)
2. Blossom ~Dakara ne Zettai da yo...~ (だからね 絶対だよ…?)
3. Zenryoku Banzai! My Glory! (全力バンザーイ！My Glory！?) (version en solo par Kanami Morozuka)
4. Blossom ~Dakara ne Zettai da yo...~ (Original Karaoke) (だからね 絶対だよ…（オリジナルカラオケ）?)
5. Zenryoku Banzai! My Glory! (Original Karaoke) (全力バンザーイ！My Glory！（オリジナルカラオケ）?)

Édition limitée E
1. Zenryoku Banzai! My Glory! (全力バンザーイ！My Glory！?)
2. Blossom ~Dakara ne Zettai da yo...~ (だからね 絶対だよ…?)
3. Zenryoku Banzai! My Glory! (全力バンザーイ！My Glory！?) (version en solo par Yuki Gotō)
4. Blossom ~Dakara ne Zettai da yo...~ (Original Karaoke) (だからね 絶対だよ…（オリジナルカラオケ）?)
5. Zenryoku Banzai! My Glory! (Original Karaoke) (全力バンザーイ！My Glory！（オリジナルカラオケ）?)